# 알파하힐 FC
알파하힐 FC(아랍어: نادي الفحيحيل)는 파하힐을 연고로 하는 쿠웨이트의 축구단이다. 현재 쿠웨이트 프리미어리그에 참가하고 있다.

## 우승
- 쿠웨이트 에미르컵 (1): 1986
- 쿠웨이트 1부 리그 (6): 1969/70, 1972/73, 1975/76, 1978/79, 1989/90, 2012/13
- 쿠웨이트 연맹컵 (1): 1973/74

## 선수 명단

### 현역
참고: FIFA 자격 규정에 따라 소속된 국가대표팀 국기를 표시합니다. 선수는 복수의 FIFA 비회원국 국적을 가지고 있을 수 있습니다.
| 번호 | 포지션 | 국적   | 이름             |
| ---- | ------ | ------ | ---------------- |
| 11   | MF     | 튀니지 | 유세프 벤 소우다 |

| 번호 | 포지션 | 국적 | 이름   |
| ---- | ------ | ---- | ------ |
| -    | FW     |      | 율리엄 |

## 역대 감독
| 감독            | 임기   |
| --------------- | ------ |
| 피라스 알카티브 | 2022 ~ |